# واهان آقامالیان
واهان آقامالیان (به ارمنی: Վահան Աղամալեան) بازیگر تئاتر و سینما اهل ارمنستان-ایران بود. وی بین سال‌های ۱۹۵۸ تا ۱۹۷۳ میلادی (۱۳۳۷–۱۳۵۲) فعالیت می‌کرد.

## زندگی‌نامه
در سال ۱۸۸۹ میلادی (۱۲۶۸ خورشیدی) در شوشی، جمهوری آرتساخ زاده شد. ابتدا در باکو تحصیل کرد و پس از ان به مسکو رفت و هنرستان عالی هنر مسکو را به پایان رسانید. در ۱۹۱۹ (۱۲۹۸) به ارمنستان مهاجرت کرد و دو سال بعد در ۱۹۲۱ (۱۳۰۰) به ایران آمد و ساکن تبریز شد. هشت سال بعد به تهران نقل مکان نمود. در نمایش‌نامه‌های بسیاری نقش آفرینی کرد و نمایش‌نامه‌های بسیاری را نیز کارگردانی کرد که حاصلش نزدیک به چهار دهه فعالیت تئاتری بر صحنه «تئاتر ارامنه تهران» بود. طی دوران فعالیت هنری‌اش در شش فیلم سینمایی نیز جلوی دوربین رفته است. وی در ۱۹۷۶ (۱۳۵۵ خورشیدی) در ۸۷ سالگی درگذشت.

## فیلم‌شناسی
- قصه شب (۱۳۵۲)
- دنیای آبی (۱۳۴۸)
- هنگامه (۱۳۴۷، ساموئل خاچیکیان)
- زن و عروسک‌هایش (۱۳۴۴، اسماعیل ریاحی)
- دلهره (۱۳۴۱، ساموئل خاچیکیان)
- طوفان در شهر ما (۱۳۳۷، ساموئل خاچیکیان)